# Rakovnica
Rakovnica (in ungherese Rekenyeújfalu) è un comune della Slovacchia facente parte del distretto di Rožňava, nella regione di Košice.